# Athlétisme aux Jeux panaméricains de 1971
Navigation
Résultats des épreuves d'athlétisme des Jeux panaméricains de 1971 disputés à Cali du 30 juillet au 13 août 1971.

## Résultats

### Hommes
| Épreuves          | Or                                                                           | Argent                                                                           | Bronze                                                                                  |
| ----------------- | ---------------------------------------------------------------------------- | -------------------------------------------------------------------------------- | --------------------------------------------------------------------------------------- |
| 100 m             | Don Quarrie 10 s 29                                                          | Lennox Miller 10 s 32                                                            | Del Meriwether 10 s 34                                                                  |
| 200 m             | Don Quarrie 19 s 86                                                          | Marshall Dill 20 s 39                                                            | Edwin Roberts 20 s 39                                                                   |
| 400 m             | John Smith 44 s 60                                                           | Fred Newhouse 45 s 09                                                            | Fernando Acevedo 45 s 30                                                                |
| 800 m             | Ken Swenson 1 min 48 s 08                                                    | Art Sandison 1 min 48 s 42                                                       | Byron Dyce 1 min 48 s 42                                                                |
| 1 500 m           | Marty Liquori 3 min 42 s 10                                                  | Bill Smart 3 min 43 s 39                                                         | Jim Crawford 3 min 43 s 76                                                              |
| 5 000 m           | Steve Prefontaine 13 min 52 s 53                                             | Steve Stageberg 14 min 0 s 76                                                    | Mario Pérez 14 min 3 s 98                                                               |
| 10 000 m          | Frank Shorter 28 min 50 s 83                                                 | Juan Martínez 29 min 5 s 07                                                      | Álvaro Mejía 29 min 6 s 97                                                              |
| Marathon          | Frank Shorter 2 h 22 min 40 s                                                | José Gaspar 2 h 26 min 30 s                                                      | Hernán Barreneche 2 h 27 min 19 s                                                       |
| 3 000 m steeple   | Mike Manley 8 min 42 s 27                                                    | Sidney Sink 8 min 42 s 90                                                        | Héctor Villanueva 8 min 46 s 09                                                         |
| 110 m haies       | Rod Milburn 13 s 46 w                                                        | Arnaldo Bristol 13 s 81 w                                                        | Juan Morales 13 s 85 w                                                                  |
| 400 m haies       | Ralph Mann 49 s 11                                                           | Jim Seymour 50 s 36                                                              | Jacinto Hidalgo 51 s 68                                                                 |
| 20 km marche      | Goetz Klopfer 1 h 37 min 30 s                                                | Tom Dooley 1 h 38 min 16 s                                                       | José Oliveros 1 h 40 min 26 s                                                           |
| 50 km marche      | Larry Young 4 h 38 min 31 s                                                  | Gabriel Hernández 4 h 38 min 46 s                                                | John Knifton 4 h 42 min 15 s                                                            |
| Relais 4×100 m    | Jamaïque Alfred Daley Don Quarrie Carl Lawson Lennox Miller 39 s 28          | Cuba Pablo Montes Hermes Ramírez Juan Morales Barbaro Bandomo 39 s 84            | États-Unis Rod Milburn Willie Deckard Marshall Dill Ron Draper 39 s 84                  |
| Relais 4×400 m    | États-Unis John Smith Dale Alexander Fred Newhouse Tommy Turner 3 min 0 s 63 | Jamaïque Leighton Priestley Alfred Daley Trevor Campbell Garth Case 3 min 3 s 98 | Trinité-et-Tobago Kent Bernard Trevor James Benedict Cayenne Edwin Roberts 3 min 4 s 58 |
| Saut en hauteur   | Pat Matzdorf 2,10 m                                                          | Wilf Wedmann 2,10 m                                                              | Luis Arbulú 2,05 m                                                                      |
| Saut à la perche  | Jan Johnson 5,33 m                                                           | Dave Roberts 5,20 m                                                              | Bruce Simpson 4,90 m                                                                    |
| Saut en longueur  | Arnie Robinson 8,02 m                                                        | Bouncy Moore 7,98 m                                                              | Mike Mason 7,65 m                                                                       |
| Triple saut       | Pedro Pérez 17,40 m                                                          | Nelson Prudencio 16,82 m                                                         | John Craft 16,32 m                                                                      |
| Lancer du poids   | Al Feuerbach 19,76 m                                                         | Karl Salb 19,10 m                                                                | Mike Mercer 18,01 m                                                                     |
| Lancer du disque  | Dick Drescher 62,26 m                                                        | Tim Vollmer 61,06 m                                                              | Ain Roost 58,06 m                                                                       |
| Lancer du marteau | Al Hall 65,84 m                                                              | George Frenn 65,68 m                                                             | Darwin Piñeyrúa 61,54 m                                                                 |
| Lancer du javelot | Cary Feldmann 81,52 m                                                        | Bill Skinner 80,36 m                                                             | Amado Morales 76,14 m                                                                   |
| Décathlon         | Rick Wanamaker 7 648 pts                                                     | Russ Hodge 7 314 pts                                                             | Jesús Mirabal 7 295 pts                                                                 |

### Femmes
| Épreuves          | Or                                                                             | Argent                                                                           | Bronze                                                                                  |
| ----------------- | ------------------------------------------------------------------------------ | -------------------------------------------------------------------------------- | --------------------------------------------------------------------------------------- |
| 100 m             | Iris Davis 11 s 25 w                                                           | Stephanie Berto 11 s 40 w                                                        | Silvia Chivás 11 s 47 w                                                                 |
| 200 m             | Stephanie Berto 23 s 57                                                        | Fulgencia Romay 23 s 70                                                          | Esther Stroy 23 s 82                                                                    |
| 400 m             | Marilyn Neufville 52 s 34                                                      | Carmen Trustée 52 s 89                                                           | Yvonne Saunders 53 s 13                                                                 |
| 800 m             | Abby Hoffman 2 min 05 s 54                                                     | Doris Brown 2 min 05 s 90                                                        | Penny Werthner 2 min 06 s 32                                                            |
| 100 m haies       | Patricia Johnson 13 s 19 w                                                     | Marlene Elejalde 13 s 54 w                                                       | Penny May 13 s 70 w                                                                     |
| Relais 4×100 m    | États-Unis Iris Davis Mattiline Render Orien Brown Pat Hawkins 44 s 59         | Cuba Marlene Elejalde Carmen Valdés Silvia Chivás Fulgencia Romay 45 s 01        | Colombie Juana Mosquera Elsy Rivas Aida Ortíz Ana Maquilón 45 s 99                      |
| Relais 4×400 m    | États-Unis Cheryl Toussaint Esther Story Gwen Norman Mavis Laing 3 min 32 s 45 | Cuba Carmen Trustée Beatriz Castillo Aurelia Pentón Marcela Chibás 3 min 34 s 04 | Jamaïque Yvonne Saunders Ruth Williams Marilyn Neufville Beverly Franklin 3 min 34 s 05 |
| Saut en hauteur   | Debbie Brill 1,85 m                                                            | Audrey Reid 1,75 m                                                               | Andrea Bruce 1,70 m                                                                     |
| Saut en longueur  | Brenda Eisler 6,34 m                                                           | Silvina Pereira 6,35 m                                                           | Marina Samuells 6,14 m                                                                  |
| Lancer du poids   | Lynn Graham 15,76 m                                                            | Grecia Hamilton 14,63 m                                                          | Rosa Molina 14,50 m                                                                     |
| Lancer du disque  | Carmen Romero 57,20 m                                                          | María Betancourt 51,76 m                                                         | Carol Martin 50,04 m                                                                    |
| Lancer du javelot | Tomasa Núñez 54,02 m                                                           | Sherry Calvert 51,52 m                                                           | Roberta Brown 50,94 m                                                                   |
| Pentathlon        | Debbie Van Kiekebelt 4 290 pts                                                 | Penny May 4 112 pts                                                              | Aída dos Santos 3 887 pts                                                               |

## Tableau des médailles
| Rang | Nation            | Or | Argent | Bronze | Total |
| ---- | ----------------- | -- | ------ | ------ | ----- |
| 1    | États-Unis        | 25 | 16     | 7      | 48    |
| 2    | Canada            | 5  | 4      | 7      | 16    |
| 3    | Jamaïque          | 4  | 3      | 4      | 11    |
| 4    | Cuba              | 3  | 8      | 4      | 15    |
| 5    | Mexique           | 0  | 3      | 3      | 6     |
| 6    | Brésil            | 0  | 2      | 1      | 3     |
| 7    | Porto Rico        | 0  | 1      | 1      | 2     |
| 8    | Colombie          | 0  | 0      | 3      | 3     |
| 9    | Pérou             | 0  | 0      | 2      | 2     |
| 9    | Trinité-et-Tobago | 0  | 0      | 2      | 2     |
| 11   | Chili             | 0  | 0      | 1      | 1     |
| 11   | Uruguay           | 0  | 0      | 1      | 1     |
| 11   | Venezuela         | 0  | 0      | 1      | 1     |